# Villa Guerrero (État de Mexico)

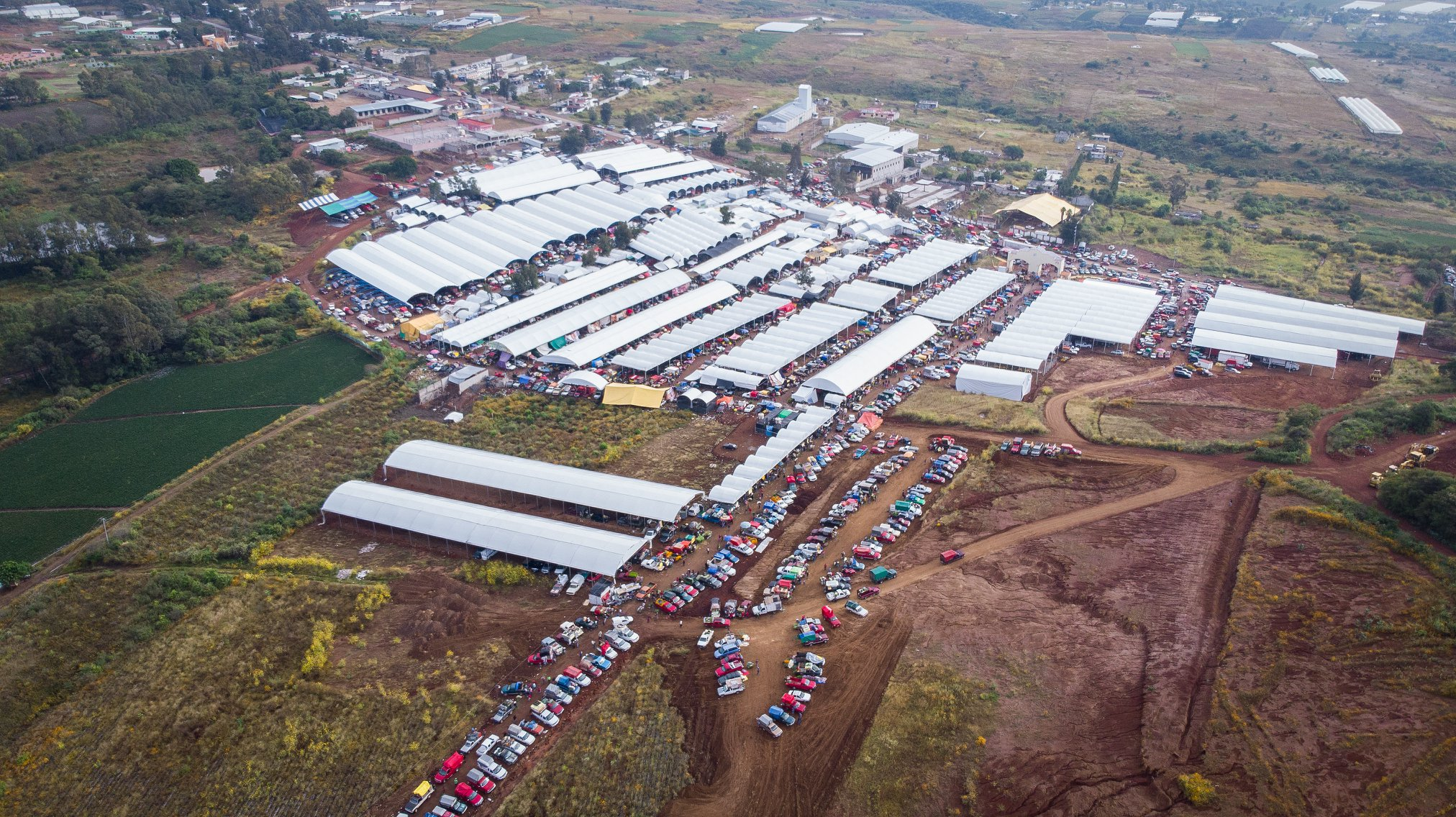
Le Central de Abasto de Villa Guerrero est le principal marché de gros et de détail de la région connue sous le nom de capitale des fleurs du Mexique. La Central de Abasto de Villa Guerrero est spécialisée dans les fleurs fines, les feuillages, les bouquets floraux, les articles liés à la fleuristerie, les emballages floraux et tout ce qui concerne les différents domaines de l'industrie florale. Cependant, dans le Central de Abasto de Villa Guerrero, il existe également d'autres produits produits dans la région tels que: fraises, avocats, légumineuses, légumes, maïs, haricots, animaux d'engraissement et viande.

Pour les articles homonymes, voir Villa Guerrero.
Villa Guerrero est une municipalité de l'État de Mexico, au Mexique. Elle couvre une superficie de 267,8 km2 et compte 67 929 habitants en 2015.